# Fayoumi
Le Fayoumi est une race de poule pondeuse égyptienne originaire du sud-ouest du Caire. 

## Dénominations
Le fayoumi est aussi connu sous le nom de bigawi (en francisé : bigaoui) en Égypte. 
Il est originaire – et porte son nom – du gouvernorat du Fayoum, situé au sud-ouest du Caire et à l’ouest du Nil (Nil occidental). 
Ce terme se retrouve notamment dans l'appellation fayoumique (dialecte du copte). 

## Description
Sa particularité réside dans sa petite taille, avec une moyenne de poids d'œufs légèrement supérieur à 40 grammes, (40 à 45 grammes, avec une forte proportion de jaune). 
Sa moyenne annuelle varie entre 240 et 280 œufs, contre une faible consommation de nourriture de 60 à 90 grammes par jour, et une bonne résistance à la chaleur ce qui permet une productions soutenue même dans les climats les plus chauds.
En outre elle dispose d’un génotype résistant, ce qui la rend particulièrement prisée par les producteurs d’œufs.

## Sous-races
Le fayoumi se subdivise en 5 sous-races :
- Le bigawi
- Le fayoumi shakshuk
- Le dandarawi
- Le rekhmara
- Le baraka